# ليمان سبيتزر
ليمان سبيتزر (بالإنجليزية: Lyman Spitzer) (و. 1914 – 1997 م) هو عالم فلك، وعالم فيزياء فلكية، وفيزيائي، وأستاذ جامعي من الولايات المتحدة الأمريكية. ولد في توليدو، أوهايو. كان عضوًا في الجمعية الملكية، والأكاديمية الأمريكية للفنون والعلوم.
توفي في برينستون، عن عمر يناهز 83 عاماً.

## التعليم
تعلم في جامعة برنستون، وجامعة ييل، وأكاديمية فليبس.

## مناصب وهيئات
أدار جامعة برنستون، وجامعة ييل.

## جوائز
حصل على جوائز منها:
- جائزة كرافورد (1985)
- الميدالية الذهبية للجمعية الفلكية الملكية (1978)
- وسام كارل شفارنسشيلد (1975)
- جائزة جيمس كلارك ماكسويل في فيزياء الهيولى [الإنجليزية]‏ (1975)
- وسام هنري درابر (1974)
- وسام بروس (1973)
- جائزة المحاضر لهنري نوريس راسيل (1953)
- قلادة العلوم الوطنية الأمريكية
- جائزة بيير جانسين.